# 778 Theobalda
778 Theobalda
778 Theobalda là một tiểu hành tinh ở vành đai chính. Nó được Franz Kaiser phát hiện ngày 25.01.1914 ở Heidelberg và được đặt theo tên Theobald Kaiser, cha của Franz Kaiser.
Tên của nó lại được dùng để đặt cho nhóm tiểu hành tinh Theobalda